# Guerra no céu

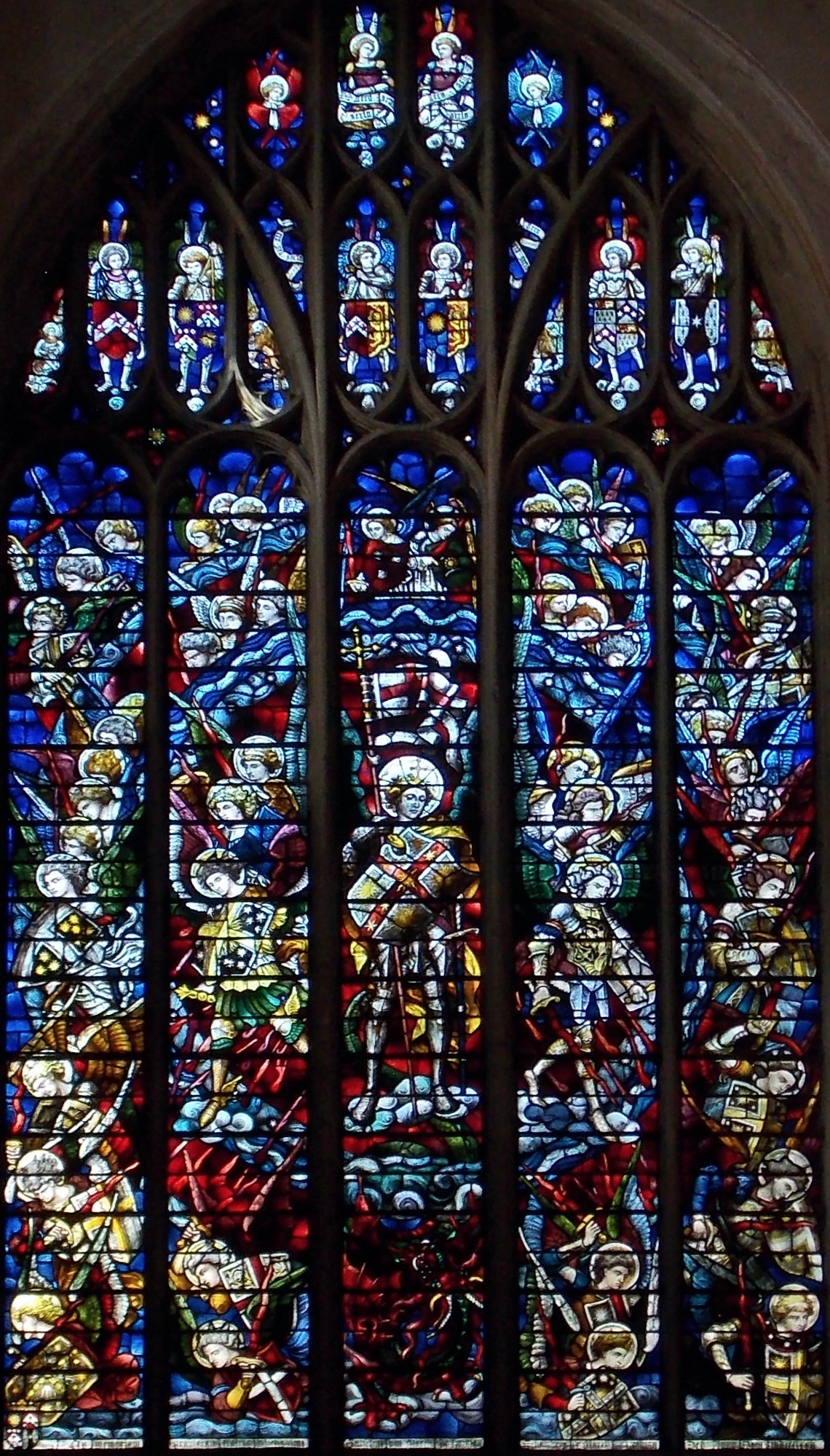
O arcanjo Miguel e seu exército em batalha, retratado em um vitral na catedral de Oxford.

O Apocalipse descreve uma guerra no céu, também conhecida como batalha celestial, entre os anjos liderada pelo arcanjo Miguel contra aqueles liderados pelo "dragão", identificado como o diabo ou Satanás, que será derrotado e jogado na terra.

## Apocalipse 12:7–10
7. Houve no céu uma guerra, pelejando Miguel e seus anjos contra o dragão. O dragão e seus anjos pelejaram,
 8. e não prevaleceram; nem o seu lugar se achou mais no céu.
 9. Foi precipitado o grande dragão, a antiga serpente, que se chama Diabo e Satanás, aquele que engana todo o mundo; sim, foi precipitado na terra, e precipitados com ele os seus anjos.
10.Ouvi uma grande voz no céu dizendo: Agora é vinda a salvação e o poder e o reino do nosso Deus e a autoridade do seu Cristo, porque foi precipitado o acusador de nossos irmãos, que os acusava de dia e de noite diante do nosso Deus.— Apocalipse 12:7–10 (Tradução Brasileira da Bíblia)